# Método rítmico
O método rítmico, mais conhecido como tabelinha ou método de Ogino-Knaus (nome dado devido a Hermann Knaus e Kyusaku Ogino), é um processo contraceptivo que consiste em estimar a data da ovulação, por forma a evitar contactos sexuais durante o período fértil.

## Prática
Para prever o dia da ovulação, observa-se a duração dos 8 últimos ciclos menstruais e anota-se o número de dias do maior e do menor ciclo. Do número de dias do menor ciclo, diminuem-se 18 dias. Do número de dias do maior ciclo, diminuem-se 11 dias. O espaço de dias compreendido entre esses dois números é o período fértil.
Devemos salientar que a ovulação ocorre geralmente 14 dias antes da menstruação e não no 14.° dia do ciclo como a maioria pensa e divulga, sendo assim, em mulheres com ciclos com mais de 28 dias a ovulação pode ocorrer após a metade do ciclo e em mulheres com ciclo menor que 28 dias a ovulação ocorreria antes da metade do ciclo, o que alteraria a janela do período fértil, alterando todo o planejamento do casal.

## Segurança
Pesquisadores aprovam que o método da tabelinha não é seguro com taxa de falha particularmente elevada do método de 10% por ano, porque a data da ovulação pode variar em virtude de diversos fatores. Em mulheres que têm um ciclo menstrual irregular (em que os intervalos entre a menstruação variam bastante) é especialmente arriscado usar o método da "tabelinha".
Além do risco de gravidez, existe também o risco de contrair doenças sexualmente transmissíveis.